# Grandma Got Run Over by a Reindeer
Grandma Got Run Over by a Reindeer är en julsång från 1979, skriven av Randy Brooks. Sången framfördes ursprungligen av Elmo Shropshire och hans fru Patsy. Sången handlar om en farmor eller mormor som druckit för mycket äggtoddy och när hon är på väg hem för att hämta medicin så blir hon överkörd av jultomtens renar. 
År 1984 släpptes en svensk version av låten, med titeln Mormor blev påkörd utav Tomten, inspelad av "Algots Xmas Band" och med svensk text av Björn Håkanson.
År 1992 släppte Elmo uppföljaren Grandpa's Gonna Sue the Pants Off of Santa från 2002, där hennes make stämmer jultomten. År 2000 släpptes en animerad film baserad på de båda låtarna, även denna kallad Grandma Got Run Over by a Reindeer.